# Buttermilk
Buttermilk là một thức uống được làm từ sữa lên men. Theo truyền thống, nó là chất lỏng bị bỏ lại sau khi khuấy bơ ra khỏi kem nuôi cấy. Vì hầu hết bơ hiện đại ở các nước phương Tây không được làm bằng kem nuôi cấy mà là kem ngọt không nuôi cấy, nên hầu hết bơ sữa hiện đại ở đây đều được nuôi cấy riêng. Nó phổ biến ở những vùng có khí hậu ấm áp, nơi sữa không được làm lạnh nhanh chóng.
Buttermilk có thể được uống trực tiếp, và cũng có thể được dùng trong nấu ăn. Như trong việc làm bánh mì soda, acid trong buttermilk phản ứng với sodium bicarbonate, để tạo ra carbon dioxide, hoạt động như chất tạo men. Buttermilk cũng được sử dụng để ướp gia vị, đặc biệt là trong thịt gà và thịt lợn.

## Buttermilk truyền thống
Theo truyền thống, buttermilk là chất lỏng bị bỏ lại sau khi khuấy bơ ra khỏi kem nuôi cấy, và trước khi quá trình đồng nhất hóa diễn ra, sữa được để trong một khoảng thời gian để kem và sữa tách ra. Trong thời gian này, vi khuẩn sản xuất acid lactic tự nhiên trong sữa lên men. Điều này tạo điều kiện thuận lợi cho quá trình đánh bơ, vì chất béo từ kem có pH thấp hơn dễ dàng kết hợp với nhau hơn so với kem tươi. Môi trường acid cũng giúp ngăn chặn các vi sinh vật có khả năng gây hại phát triển, tăng thời gian bảo quản.
Buttermilk truyền thống vẫn phổ biến ở nhiều gia đình Ả Rập, Ấn Độ, Nepal, Pakistan, Phần Lan, Ba Lan, Hà Lan và Đức, nhưng hiếm khi được tìm thấy ở các nước phương Tây khác. Nó là thức uống phổ biến ở nhiều gia đình Ấn Độ và Nepal, và thường được phục vụ với ngô nướng. Ở Thế giới Ả Rập, buttermilk là một loại thức uống phổ biến được bán lạnh với các sản phẩm sữa khác. Nó phổ biến trong tháng Ramadan, nơi nó được tiêu thụ trong iftar và suhur.

## Buttermilk nuôi cấy

### Hoa Kỳ
Buttermilk nuôi cấy lần đầu tiên được giới thiệu thương mại ở Hoa Kỳ vào những năm 1920. 
Buttermilk nuôi cấy có bán trên thị trường là sữa đã được thanh trùng và đồng nhất hóa, và sau đó nuôi cấy với Lactococcus lactis hoặc Lactobacillus bulgaricus plus Leuconostoc citrovorum để mô phỏng vi khuẩn xuất hiện tự nhiên trong sản phẩm lỗi thời. Vị chua của buttermilk nuôi cấy chủ yếu là do acid lactic được tạo ra bởi vi khuẩn acid lactic trong khi lên men lactose, loại đường chính trong sữa. Khi vi khuẩn tạo ra acid lactic, pH của sữa giảm xuống và casein, protein chính của sữa, kết tủa, gây ra việc làm đông hoặc tiếng kêu của sữa. Quá trình này làm cho buttermilk đặc hơn sữa nguyên chất. Trong khi cả sữa tách bơ truyền thống và nuôi cấy đều chứa acid lactic, thì sữa tách bơ truyền thống có xu hướng ít độ nhớt hơn so với bơ sữa nuôi cấy.
Khi được giới thiệu ở Hoa Kỳ, buttermilk nuôi cấy rất phổ biến đối với những người nhập cư và được coi là một loại thực phẩm có thể làm chậm quá trình lão hóa. Nó đạt doanh thu hàng năm cao nhất là 517.000.000 kg (1,14 tỷ lbs.) vào năm 1960. Mức độ phổ biến của Buttermilk đã giảm kể từ đó, mặc dù dân số ngày càng tăng và doanh thu hàng năm trong năm 2012 đạt chưa đến một nửa con số đó.
Tuy nhiên, buttermilk đặc và buttermilk khô vẫn quan trọng trong ngành công nghiệp thực phẩm. Buttermilk lỏng được sử dụng chủ yếu trong quá trình chuẩn bị thương mại của đồ nướng và pho mát. Buttermilk rắn được sử dụng trong sản xuất kem, cũng như được thêm vào bột bánh nướng chảo để làm ra bánh nướng chảo buttermilk.

## Buttermilk được acid hóa
Buttermilk được acid hóa là chất thay thế được tạo ra bằng cách thêm một loại acid cấp trong thực phẩm như giấm trắng hoặc nước cốt chanh vào sữa. Nó có thể được tạo ra bằng cách trộn 1 thìa canh (0,5 ounce chất lỏng Mỹ, 15 ml) acid với 1 cốc (8 ounce chất lỏng Mỹ, 240 ml) sữa và để cho đến khi đông lại sau khoảng 10 phút. Bạn có thể sử dụng bất kỳ mức độ chất béo nào đối với thành phần sữa, nhưng sữa nguyên chất thường được sử dụng để làm bánh.

## Dinh dưỡng
Buttermilk được sản xuất thương mại có thể so sánh với sữa thông thường về năng lượng thực phẩm và chất béo. Một cốc (237 mL) sữa nguyên chất chứa 660 kilôjun (157 kilô ca-lo) và 8.9 gam chất béo. Một cốc buttermilk nguyên chất chứa 640 kJ (152 kcal) và 8.1 gam chất béo. Buttermilk ít béo cũng có sẵn. Ngoài ra, nó còn chứa các chất dinh dưỡng như vitamin, potassium, calci, và một chút ít phosphor.